# 브라흐

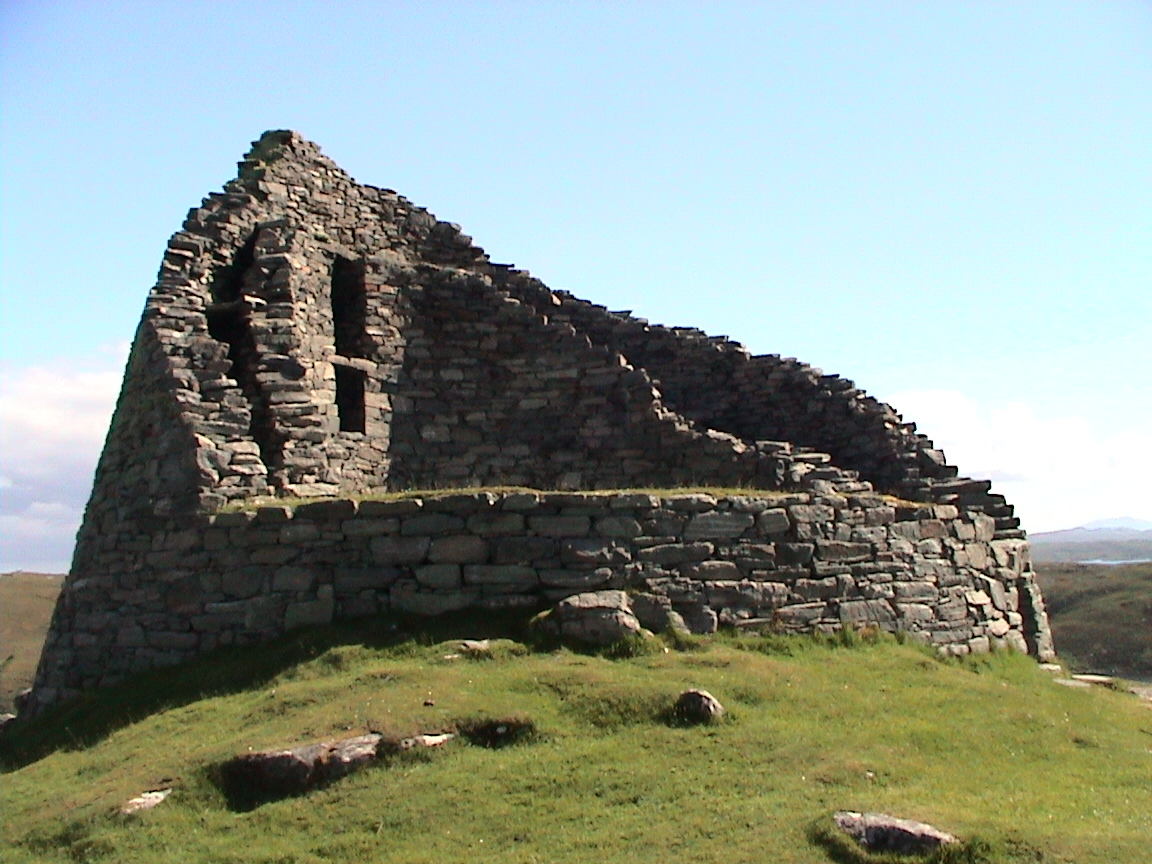
둔 카를라와.

브라흐(broch [ˈbrɒx][*])는 스코틀랜드에서만 발견되는 철기시대 건축물이다. 모르타르 없이 돌쌓기(메쌓기)만으로 만들었다. 대서양 원형가옥의 일종이나, 그 정체나 기원은 다소 논란 중에 있다.
19세기 고고학자들은 브라흐를 전쟁 때 공동체 거주민들과 가축들이 대피하는 방어시설이라고 해석했다. 데인인이나 픽트인들이 세웠다고도 여겨졌다. 그러다 1930년대에서 1960년대 사이에는 비어 고든 차일드, 존 해밀턴 등의 고고학자들이 지주들이 거하면서 피지배민들을 지배하던, 중세의 성관과 같은 용도였을 것이라고 간주했다. 그러나 1980년대 이후로는 고고학적 증거의 부족으로 인해 성관설은 지지를 잃는 추세다.

## 같이 보기
- 클레그하크